# Saint-Robert, Corrèze
Saint-Robert là một xã thuộc tỉnh Corrèze trong vùng Nouvelle-Aquitaine miền trung Pháp.